# Lanny Bassham

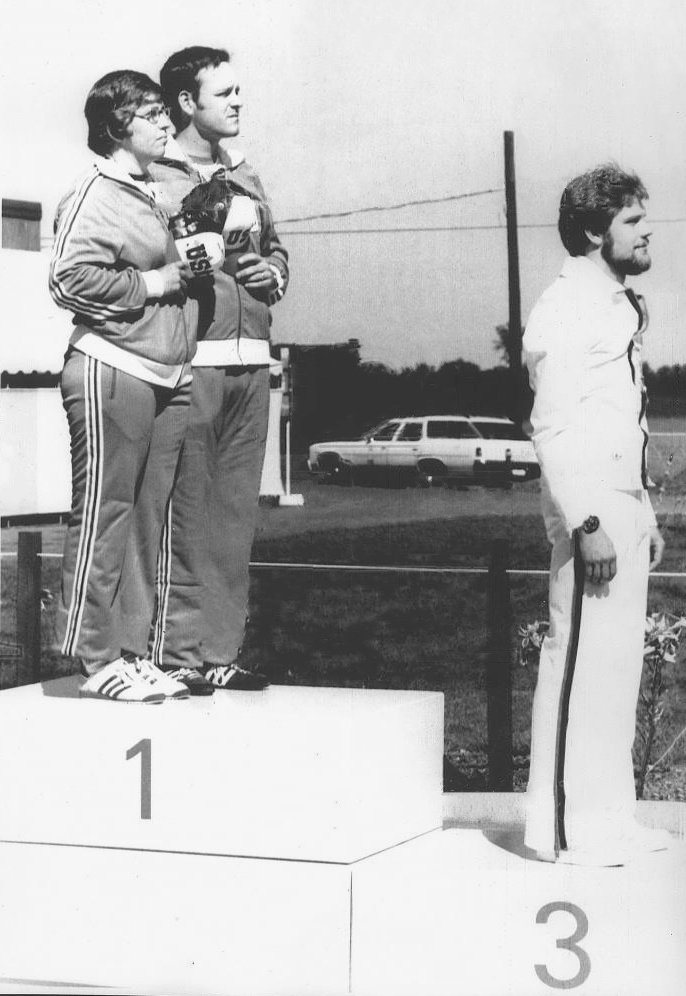
Von links nach rechts: Margaret Murdock, Lanny Bassham und Werner Seibold bei der Siegerehrung 1976 in Montreal

Lanny Robert Bassham (geboren am 2. Januar 1947 in Comanche, Texas) ist ein ehemaliger Sportschütze aus den Vereinigten Staaten. Er gewann 1972 eine olympische Silber- und 1976 eine olympische Goldmedaille.

## Karriere
Lanny Bassham war Captain der US Army. Bei den Olympischen Spielen 1972 in München trat er in zwei Disziplinen an. Im Dreistellungskampf mit dem Freien Gewehr erreichte er 1144 Punkte und belegte mit elf Punkten Rückstand auf Gold und fünf Punkten Rückstand auf Bronze den siebten Platz. Mit dem Kleinkalibergewehr erreichte er im Dreistellungskampf 1157 Punkte und gewann die Silbermedaille mit neun Punkten Rückstand auf seinen Landsmann John Writer.
Bei den Weltmeisterschaften 1974 in Thun siegte er im Dreistellungskampf mit dem Freien Gewehr sowie im Liegend- und Stehendschießen. Zusammen mit John Writer, Lones Wigger und John Foster gewann er auch jeweils die Mannschaftswertung. Lediglich in der Kniendposition siegte die polnische Mannschaft vor den Amerikanern. Im Dreistellungskampf mit dem Kleinkalibergewehr gewann Bassham 1974 die Bronzemedaille hinter Writer und Wigger. In der Mannschaftswertung siegten die drei Schützen zusammen mit Margaret Murdock. In der Stehendposition siegte Wigger vor dem Österreicher Gerhard Krimbacher und Bassham, in der Mannschaftswertung siegten die Amerikaner vor der Mannschaft aus der Sowjetunion, die ihrerseits im Kniendschießen vor den Amerikanern gewann. Bassham trat in Thun auch mit dem Luftdruckgewehr an. Hinter dem Polen Eugeniusz Pedzisz erhielt er die Silbermedaille, in der Mannschaftswertung siegte das Team aus der Bundesrepublik Deutschland vor den Amerikanern.
1975 gewann Bassham bei den Panamerikanischen Spielen in Mexiko-Stadt drei Titel, im Dreistellungskampf mit dem Kleinkalibergewehr erhielt er Bronze in der Einzelwertung. Bei den Olympischen Spielen 1976 in Montreal trat Lanny Bassham im Kleinkaliber-Dreistellungskampf an. Lanny Bassham und Margaret Murdock erzielten beide 1162 Punkte und hatten damit zwei Punkte Vorsprung vor dem drittplatzierten Werner Seibold aus der Bundesrepublik Deutschland. Die Entscheidung zwischen Bassham und Murdock wurde wegen Basshams besserem Ergebnis in der letzten Serie getroffen. Bei der Siegerehrung standen Bassham und Murdock gemeinsam auf dem obersten Treppchen.
1978 bei den Weltmeisterschaften in Seoul siegte Bassham im Kleinkaliber-Dreistellungskampf und gewann jeweils Bronze im Stehend- und Liegendschießen. In allen drei Disziplinen gehörten Bassham und Lones Wigger zur siegreichen Mannschaft.
Nach dem Ende seiner aktiven Karriere war Bassham kurze Zeit als Trainer des US-Olympiateams tätig. Später gründete er eine eigene Firma für Mental Management, die neben Geschäftsleuten vor allem Profi-Golfer betreute.